# Гасеми, Реза
Реза Гасеми (перс. رضا قاسمی‎, род. 24 июля 1987, Исфахан) — иранский спринтер, участник летних Олимпийских игр 2012 года, многократный призёр различных континентальных первенств.

## Спортивная биография
Свою первую значимую награду Гасеми завоевал в 2010 году в Тегеране на домашнем чемпионате Азии в помещении, став вторым на дистанции 60 метров, уступив лишь действующему чемпиону в этой дисциплине Самуэлю Фрэнсису. При этом Гасеми стал обладателем рекорда Ирана на этой дистанции, который держался с января 1995 года, пробежав в предварительном забеге с результатом 6,66 с. В том же году иранский спортсмен выступил на чемпионате мира в помещении. Предварительный раунд на 60-метровке Гасеми успешно преодолел, став вторым в своём забеге, но в полуфинале ему не удалось ничего противопоставить своим соперникам и он выбыл из дальнейшей борьбы за медали.
На чемпионате Азии 2011 года Гасеми выступил в двух дисциплинах. На 100-метровке иранцу не хватило всего лишь 0,02 секунды, чтобы отобраться в финал по времени. На дистанции вдвое длиннее Реза смог попасть в финальный забег, но там, показав время 21,18 с., он стал только 7-м. Спустя месяц Гасеми принял участие в летней Универсиаде в китайском Шэньчжэне. На 100-метровке иранец, как и на азиатском первенстве, остановился на стадии полуфинала. В четвертьфинале на дистанции 200 метров Гасеми показал результат 20,91 с., что стало новым рекордом Ирана. В финале Реза вновь побил национальный рекорд (20,88 с.), но этот результат позволил ему занять только 6-е место. 19 января 2012 на национальных соревнованиях Гасеми улучшил рекорд Ирана в беге на 60 метров, пробежав дистанцию за 6,62 с. (14 февраля 2013 года Гасеми повторил этот результат). Свою первую золотую медаль на крупных международных соревнованиях Реза завоевал в феврале 2012 года, выиграв золото на 60-метровке на чемпионате Азии в помещении.
В 2012 году Реза дебютировал на летних Олимпийских играх в Лондоне, куда он смог отобраться выполнив квалификационный норматив B. В соревнованиях на 100-метровке иранский спринтер, как и все лидеры, стартовал с первого раунда соревнований, не участвуя в предварительном этапе, поскольку по ходу сезона имел лучший результат, чем многие его соперники. В результате жеребьёвки Гасеми попал в 5-й забег, где его соперниками стали такие известные спринтеры, как Асафа Пауэлл и Чуранди Мартина. Дистанцию 100-метровки иранский спринтер закончил со временем 10,31 с., что позволило ему занять в своём забеге лишь 4-е место, а напрямую в полуфинал проходили только три спортсмена. Также не удалось Гасеми оказаться в числе бегунов, прошедших дальше по времени,
21 июня 2013 года в Реза Гасеми в составе эстафетной четвёрки установил новый рекорд Ирана в беге на дистанции 4×100 метров (39,69 с.). На чемпионате Азии 2013 года Гасеми дважды был близок к завоеванию наград, но и на 100-метровке, и на дистанции вдвое длиннее иранский спринте остался на 4-м месте. В сентябре 2013 года Реза стал обладателем двух медалей Исламских игр солидарности, став первым на 100-метровке и третьим на 200-метров. 23 января 2014 года в рамках иранского кубка Гасеми на 0,02 с. улучшил результат национального рекорда, пробежав 60-метровку за 6,60 с. Спустя два месяца на чемпионате мира в помещении Гасеми вновь обновил рекордный результат на дистанции 60 метров, показав в предварительном забеге время 6,58 с.
Летом 2015 года Гасеми впервые стал призёром чемпионата Азии на открытом воздухе. На дистанции 100 метров иранский спринтер пришёл к финишу третьим, показав время 10,19 с. Этим результатом Реза выполнил олимпийский квалификационный норматив, что принесло Ирану уже вторую олимпийскую лицензию на 100-метровке для участия в летних Олимпийских играх 2016 года. В августе 2015 года Гасеми принял участие в чемпионате мира в Пекине, но не смог преодолеть барьер первого раунда в беге на 100 метров. В октябре 2015 года Гасеми завоевал свою очередную награду, став вторым в беге на 100 метров на всемирных играх военнослужащих в южнокорейском Мунгёне.
На летних Олимпийских играх в Рио-де-Жанейро Гасеми, вновь стартовал только на 100-метровой дистанции. Иранский спринтер стартовал с первого раунда, где в первом забеге с результатом 10,47 с. занял 7-е место и выбыл из борьбы за медали.